# 29632 Yaejikim
29632 Yaejikim este o planetă minoră (asteroid) din centura de asteroizi. A fost descoperită pe 19 octombrie 1998 la Stația Anderson Mesa de Lowell Observatory Near-Earth-Object Search. 
Obiectul prezintă o orbită caracterizată de o semiaxă mare de 2,2524498 UAi, o excentricitate de 0,12, o înclinație de 7,6062 ° în raport cu ecliptica.